# Công viên cảnh quan Suwałki
Công viên cảnh quan Suwałki (Công viên Suwalski Krajobrazowy) là một khu vực được bảo vệ (Công viên cảnh quan) ở phía đông bắc Ba Lan, được thành lập năm 1976, có diện tích 62,84 kilômét vuông (24,26 dặm vuông Anh).
Công viên nằm trong Podlaskie Voivodeship, ở hạt Suwałki (Gmina Jeleniewo, Gmina Przerośl, Gmina Rutka-Tartak, Gmina Wiżajny).
Trong Công viên Cảnh quan là ba khu bảo tồn thiên nhiên.